# Zwarte apollovlinder
De zwarte apollovlinder (Parnassius mnemosyne) is een dagvlinder uit de familie Papilionidae (grote pages). De vleugel varieert in lengte tussen de 34 en 40 millimeter.
De vlinder komt voor op matig vochtige graslanden, bos- en berggebieden.
Meestal komt de vlinder niet voor boven de 1500 meter. Het komt echter voor dat de zwarte apollovlinder in Azië op grotere hoogte wordt aangetroffen.
Op Ierland, Engeland, Portugal en Spanje na komt de vlinder in heel Europa voor. Het leefgebied strekt zich uit van de Pyreneeën de Karpaten tot diep in Azië
De rupsen leven op verschillende soorten helmbloem.
De vliegtijd is van april tot in augustus. De zwarte apollovlinder vliegt in één generatie per jaar.